# قرار مجلس الأمن التابع للأمم المتحدة رقم 1824
قرار مجلس الأمن التابع للأمم المتحدة رقم 1824 المتخذ بالإجماع في 18 يوليو 2008.

## القرار
مع انتهاء ولاية قضاة المحكمة الجنائية الدولية لرواندا في نهاية العام، ولكن مع توقع استمرار المحاكمات بعد ذلك الوقت، مدد مجلس الأمن فترة عمل 9 قاضيا دائمين و17 قاضيا مخصصا للسماح بإنجاز عمل المحكمة.
بموجب أحكام القرار 1824 (2008)، الذي تم اعتماده بالإجماع، أحاط المجلس علما بالتوقعات المتعلقة بإكمال جميع القضايا المتبقية للمحكمة في مرحلة المحاكمة قبل نهاية عام 2009، وأعرب عن أمله في أن يؤدي تمديد فترات عمل القضاة إلى تعزيز فعالية تلك الإجراءات والإسهام في ضمان إستراتيجية الإنجاز للمحكمة.
كما هو موضح في رسالة من رئيس المحكمة الجنائية الدولية لرواندا، أحيلت في رسالتين متطابقتين إلى رئيسي المجلس والجمعية العامة، بموجب أحكام قراره 1503 (2003)، دعا المجلس المحكمة اتخاذ جميع التدابير الممكنة لاستكمال جميع أنشطة المحاكمة الابتدائية بحلول نهاية عام 2008، وقد التزمت المحكمة إلى حد كبير بهذه الاستراتيجية. ومع ذلك، نظرًا للتطورات الجديدة الخارجة عن سيطرة المحكمة، بما في ذلك القبض على اثنين من المتهمين رفيعي المستوى في نهاية عام 2007 وواحد في أوائل عام 2008، فإن تحديد مواعيد هذه المحاكمات "لا يمكن أن يتجنب امتداد مرحلة الأدلة إلى عام 2009، بإصدار حكم التسليم في النصف الثاني من عام 2009 ”.
مع وجود قاضيين دائمين وقاض مخصص واحد يعتزمان الاستقالة عند الانتهاء من قضاياهم هذا العام، سعى رئيس المحكمة إلى التمديد، حتى 31 كانون الأول / ديسمبر 2009، لتسعة قضاة دائمين وثمانية قضاة مخصصين، ستتم مدة خدمتهم في 31 ديسمبر 2008. وكإجراء طوارئ ضد ما هو غير متوقع، سعى أيضا إلى تمديد فترة ولاية القضاة التسعة المتبقين الذين لم يتم تعيينهم بعد للعمل في المحكمة حتى 31 كانون الأول / ديسمبر 2009.
قرر المجلس تمديد فترة عمل قاضيين دائمين من أعضاء دائرة الاستئناف حتى 31 كانون الأول / ديسمبر 2010، أو حتى الانتهاء من دعاوى الاستئناف (إن حدث هذا قبل ذلك)، ومدد فترة ولاية القضاة الباقين حتى 31 كانون الأول / ديسمبر 2009، بناءً على طلب رئيس المحكمة.
بما أن النظام الأساسي للمحكمة الدولية لا ينص على تمديد فترة عمل القضاة، فقد وافق المجلس، بصفته الجهاز الأم للمحكمة الدولية، على تعديل المواد ذات الصلة من النظام الأساسي بموجب أحكام القرار المعتمد للسماح بالتمديد.

## روابط خارجية
- </img>
- نص القرار في undocs.org